# BonbonLand
BonbonLand est un parc d'attractions situé à Holme-Olstrup, au Danemark, à 45 minutes de Copenhague.
Ouvert en 1992, par Michale Spangsberg, le parc proposait à l’origine la visite de l’usine de bonbons de la marque danoise, alors propriétaire.
Il a été racheté en 2007 par le groupe Parques Reunidos.

## Le parc d'attractions

### Les montagnes russes
| Nom de l'attraction                      | Type                           | Constructeur | Année d'ouverture | Photo |
| ---------------------------------------- | ------------------------------ | ------------ | ----------------- | ----- |
| Hundeprut                                | Kiddie Coaster / Tivoli Smaul  | Zierer       | 1993              |       |
| Han-Katten                               | Spinning coaster               | Gerstlauer   | 2007              |       |
| Kaninus Anciennement ZimzalaBon          | Montagnes russes junior        | Zierer       | 1997              |       |
| Vildsvinet Premier Euro-Fighter du monde | Euro-Fighter                   | Gerstlauer   | 2003              |       |
| Viktor Vandorm                           | Family Coaster / Tivoli Custom | Zierer       | 2009              |       |

#### Disparues
| Nom               | Type/ Modèle                        | Constructeur | Année d'ouverture | Année de fermeture |
| ----------------- | ----------------------------------- | ------------ | ----------------- | ------------------ |
| Hvin & Hyl Rutsch | Montagnes russes junior / Butterfly | Heege        | 1993              | 2005               |

### Les attractions aquatiques
- Bæverrafting  - Rivière rapide de bouées (1998)
- Vandrotten - Bûches (1995)

### Autres attractions
- Alba-Tossen - Disk'O (2004) Zamperla

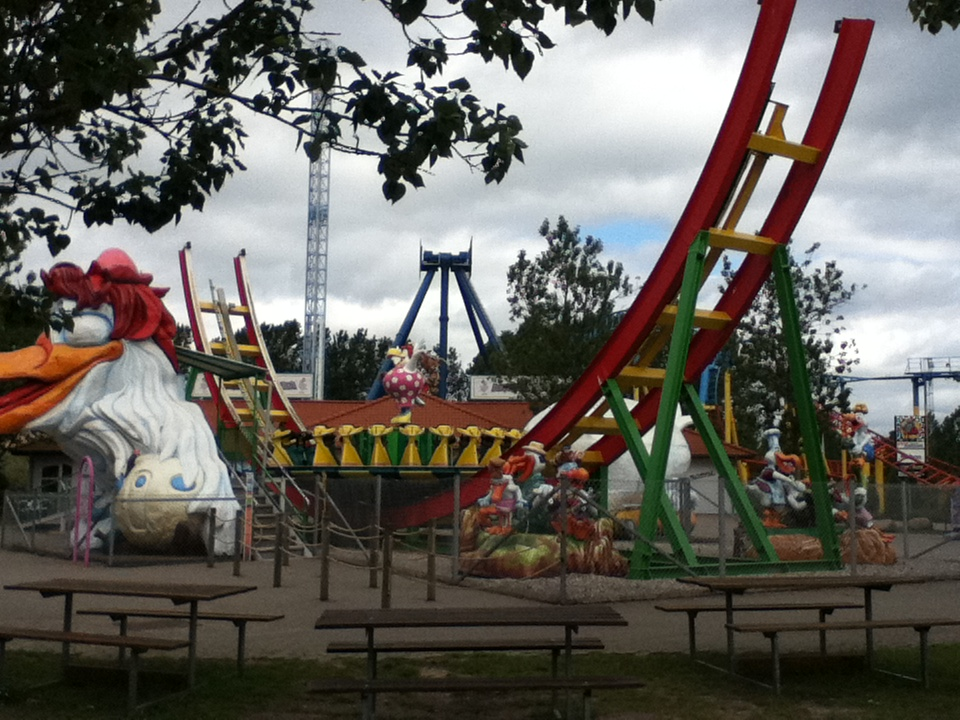
Alba-Tossen

- Carin Crow's Tree-Trunk Tilt - Shoot, tilt & drop tower (2006) Bear Rides
- Cobra-Tårnet - Tour (2001) Fabbri Group
- Dillen - Huss airboat (1999) Huss Rides
- Hestepærerne - Chevaux Galopants
- Hurlum-Haj - (2001) Fabbri Group
- Klap-Torsken - Bateau à bascule (2002)
- Lossepladsen - Condor (2000) Huss Rides
- Mågeklatterne - Monorail
- Rejen - Toboggan
- Sprutten - Carrousel
- Skøre Skildpadde - Chaises volantes Zierer